# 細鼷鹿
細鼷鹿（學名Leptomeryx）是一屬已滅絕的反芻動物。牠們生存於始新世至漸新世的北美洲。
細鼷鹿的體型細小及幼長，外觀像鹿。估計牠們重約5.72-14.7公斤。